# いざ来ませ、異邦人の救い主よ (BWV61)
『いざ来ませ、異邦人の救い主よ』（いざきませ、いほうじんのすくいぬしよ、Nun komm, der Heiden Heiland）BWV61は、ヨハン・ゼバスティアン・バッハが1714年12月2日の待降節第1週の礼拝のために作曲した教会カンタータ。全6曲からなり、地味なオーケストレーションではあるが、ヴァイマル時代の代表曲として、また教会暦のトップを飾る曲として演奏機会が多い作品である。

## 概要
クリスマスの4週間前から、イエス降誕のカウントダウンとして待降節の礼拝が営まれる。1524年、マルティン・ルターは古くからのラテン語聖歌『いざ来ませ、異邦人の救い主よ』(Veni redemptor gentium)をドイツ語に翻訳し、待降節の礼拝で合唱するコラールとした。このコラールはルーテル教会での待降節礼拝に欠かせない曲となっており、バッハも3曲の待降節カンタータ全てに引用しているほか、「オルゲル・ビューヒライン」（オルガン小曲集）もこのコラールの編曲をトップにして始めている。
当日の礼拝では、エルサレムに入城するイエス一行と、歓呼して迎える民衆を描いたマタイ福音書第21章1-9節が朗読される。ちなみに、この福音書は聖金曜日直前の棕櫚の主日（枝の主日）にも再読される。
台本作者はオペラ調カンタータ台本の開拓者エルトマン・ノイマイスター。この年に出版したばかりの新作である。キリスト者の信仰心をイエスが降臨すべき神殿とみなし、信者一人一人にイエスを迎え入れる心構えを勧めるものである。この61番の初演からちょうど10年後に、同じコラールを冒頭に引用した62番が作曲された。当然ながら同じタイトルを持つが、61番と62番ではコラールの扱いは大きく異なり、61番では序曲として使われるに留まるが、62番ではコラール全8節をすべて組み込んでいる。
バッハの自筆総譜で伝承されており、1723年の再演時に書き込んだとみられる礼拝の式次第がそのまま残されている。ヘルムート・リリングは、この式次第のメモに基づき、1985年の来日演奏旅行の中で礼拝の再現を試みている。

## 楽曲構成

### 第1曲 合唱『いざ来ませ、異邦人の救い主よ』(Nun komm, der Heiden Heiland)
合唱・弦楽器・通奏低音、イ短調、2/2→3/4→2/2拍子
フランス宮廷で「王の入場曲」としてジャン・バティスト・リュリが盛んに作曲した序曲にコラールを組み込んだ合唱曲。ヴィオラパートも二分割した重厚な弦楽器群で厳かな付点リズムの序奏を奏でていくが、既に1小節目から通奏低音によってコラール旋律は演奏されている。通奏低音を皮切りに、合唱のパートソロがコラール旋律をリレーしていく。それが終わると、全パート揃ってホモフォニーで処女懐妊の奇蹟を讃え、緩叙部を終える。続いて人々の驚きをフーガによって織り成す急迫部に移る。しばらく掛け合いは続くが、唐突に緩叙部の器楽伴奏が回帰する。合唱はホモフォニーで簡潔に神の生誕の時を讃え、昂揚した弦楽器の後奏で荘厳な序曲を終える。

### 第2曲 レチタティーヴォ『救い主は来たれり』(Der Heiland ist gekommen)
テノール・通奏低音
救い主の来臨を讃えるテノールの語り。卑しい人の血肉に神が宿り、人として包容した喜びが明朗に語られる。神の思し召しへの感謝を思うときは内省的な短調に転じる。終結は活発なアリオーソで地上へ降りる栄光の輝きを讃える。テノールの朗誦は緩やかに舞い降りながら3度にわたって讃美を朗誦し、伴奏は後奏を続けて余韻を残す。

### 第3曲 アリア『来たれイエスよ、汝の宮に』(Komm, Jesu, komm zu deiner Kirche)
テノール・弦楽器・通奏低音、ハ長調、9/8拍子
ジグのリズムで緩やかな下降音型を奏でる弦楽器ユニゾンの伴奏に乗せ、引き続きテノールが教会に降臨することをこいねがうダ・カーポのアリア。頻繁に聞こえる『来たれ』(komm)の突き上げる音を除くと、両端部はゆったりと流れている。短い間奏を経て、健全な教会運営を希求して祝福を求めるくだりに入り、短調に転じて真摯な祈りを続ける。

### 第4曲 レチタティーヴォ『見よ、われ戸口に立ちて叩く』(Sehe, ich stehe vor der Tur und klopfe an)
バス・弦楽器・通奏低音
ヨハネ黙示録第3章20節に記録されたイエスの福音が、代行者のバスによって語られる。弦楽器のピツィカートは、まさにイエスが心の扉を叩く音を暗示している。扉を開ける者は、イエスとともに祝福の宴を挙げる…つまり信じる者が救われることを暗示した福音を、不協和音のピツィカートとバスの朗誦で明らかにする。

### 第5曲 アリア『開け、わが心よ』(Oeffne dich, mein ganzes Herze)
ソプラノ・通奏低音、ト長調、3/4→4/4→3/4拍子
福音を受けて、キリスト者の心に舞台を移す。弦楽器すら沈黙して通奏低音のみに伴奏を委ねるのは、純粋な信仰を暗示するときにバッハがしばしば用いる手段である。心に扉を開かせ、イエスを招くように言い聞かせる両端部では、ソプラノの音域は高音域に揚がる。中間部で自らの卑小な存在と、にもかかわらず共に住まうイエスの慈悲を省察するとき、淡々とした短調に転じる。最終行でその幸せを嘆息する声は、これまでの均整の取れたメロディすら取り外し、感情のこもったアリオーソに変化する。ダ・カーポで冒頭に戻る際に、ここで意図的なパウゼを取るロマン的な演奏も過去には聞かれた。

### 第6曲 コラール『アーメン、アーメン』(Amen! amen!)
合唱・弦楽器・通奏低音、ト長調、4/4拍子
カンタータ1番の骨子となるフィリップ・ニコライのコラール『輝く曙の明星のいと美わしきかな』第7節後半部がポリフォニックに始まり、人々がこぞってアーメン頌を叫ぶような演出が加えられている。弦楽器も自由にポリフォニーを構成し、曲の高まりに合わせて昂揚していく。最後の和音へ向けて第1ヴァイオリンは上昇音を奏で、最終和音で最高音の3点ト音に達し、降臨を祝う。